# ワイド!スクランブル サタデー
『ワイド!スクランブル サタデー』は、2025年（令和7年）4月5日からテレビ朝日系列の一部の局で、土曜日11時30分 - 13時30分（JST）に生放送されている情報番組であり、平日に放送されている『ワイド!スクランブル』の土曜版である。

## 概要
司会だった中居正広が起こした、性加害問題を受けて終了した『中居正広の土曜日な会』の後番組である。『サタデースクランブル』以来、15年半ぶりに「ワイド!スクランブル」の土曜版が放送される。
11時半開始の局のうち、一部の局では11時45分から12時までの『ANNニュース』が本番組に内包される。

## 出演者

### MC
いずれも、出演時点でテレビ朝日アナウンサー。
- 松尾由美子
- 菅原知弘

### アナウンサー
- 島本真衣

### 天気
- 福岡良子

### コメンテーター
- 武隈喜一

- 佐藤みのり

## ネット局
- 全編ローカルセールス枠のため、テレビ朝日以外の通常時同時ネット局でも編成の都合により、臨時に×と変更する一方、通常時×とする局が臨時に○に変更することがある。
- 放送時間について
  - ○…同時ネット
  - ×…非ネット

| 放送対象地域   | 放送局                   | 系列           | ネット開始日 | 放送時間（JST）    | 放送時間（JST）    | 備考 |
| 放送対象地域   | 放送局                   | 系列           | ネット開始日 | 土曜 11:30 - 11:45 | 土曜 12:00 - 13:30 | 備考 |
| -------------- | ------------------------ | -------------- | ------------ | ------------------ | ------------------ | --- |
| 関東広域圏     | テレビ朝日（EX）         | テレビ朝日系列 | 2025年4月5日 | ○                  | ○                  | 【制作局】 |
| 福島県         | 福島放送（KFB）          | テレビ朝日系列 | 2025年4月5日 | ○                  | ○                  | |
| 近畿広域圏     | 朝日放送テレビ（ABC TV） | テレビ朝日系列 | 2025年4月5日 | ○                  | ○                  | - 毎年8月に開催される全国高等学校野球選手権大会中継を放送する日は臨時に全編×に変更する（雨天中止となった場合はネット復帰）。   |
| 北海道         | 北海道テレビ（HTB）      | テレビ朝日系列 | 2025年4月5日 | ×                  | ○                  | |
| 秋田県         | 秋田朝日放送（AAB）      | テレビ朝日系列 | 2025年4月5日 | ×                  | ○                  | |
| 新潟県         | 新潟テレビ21（UX）       | テレビ朝日系列 | 2025年4月5日 | ×                  | ○                  | |
| 石川県         | 北陸朝日放送（HAB）      | テレビ朝日系列 | 2025年4月5日 | ×                  | ○                  | |
| 中京広域圏     | メ〜テレ（NBN）          | テレビ朝日系列 | 2025年4月5日 | ×                  | ○                  | - 第1部の時間帯はローカルスポーツ番組「KICK OFF! TOKAI」（11:26 - 12:00）を放送。                                              |
| 山口県         | 山口朝日放送（yab）      | テレビ朝日系列 | 2025年4月5日 | ×                  | ○                  | - 第1部の時間帯はローカル番組「教えて先生!LIFE UP学園」（11:15 - 11:35）・「土どっとJチャンやまぐち」（11:35 - 11:45）を放送。 |
| 香川県・岡山県 | 瀬戸内海放送（KSB）      | テレビ朝日系列 | 2025年4月5日 | ×                  | ○                  | - 第1部の時間帯はローカルニュース番組「Newsジェニック」（11:26 - 12:00）を放送。                                               |
| 愛媛県         | 愛媛朝日テレビ（eat）    | テレビ朝日系列 | 2025年4月5日 | ×                  | ○                  | - 第1部の時間帯はローカル番組「グッチョイ!」（11:35 - 11:45）を放送。                                                          |
| 熊本県         | 熊本朝日放送（KAB）      | テレビ朝日系列 | 2025年4月5日 | ×                  | ○                  | - 第1部の時間帯はローカル情報番組「くまパワ+」（11:00 - 11:40）を放送。                                                        |
| 青森県         | 青森朝日放送（ABA）      | テレビ朝日系列 | 未ネット     | ×                  | ×                  | |
| 岩手県         | 岩手朝日テレビ（IAT）    | テレビ朝日系列 | 未ネット     | ×                  | ×                  | |
| 宮城県         | 東日本放送（khb）        | テレビ朝日系列 | 未ネット     | ×                  | ×                  | |
| 山形県         | 山形テレビ（YTS）        | テレビ朝日系列 | 未ネット     | ×                  | ×                  | |
| 長野県         | 長野朝日放送（abn）      | テレビ朝日系列 | 未ネット     | ×                  | ×                  | |
| 静岡県         | 静岡朝日テレビ（SATV）   | テレビ朝日系列 | 未ネット     | ×                  | ×                  | |
| 広島県         | 広島ホームテレビ（HOME） | テレビ朝日系列 | 未ネット     | ×                  | ×                  | |
| 福岡県         | 九州朝日放送（KBC）      | テレビ朝日系列 | 未ネット     | ×                  | ×                  | |
| 長崎県         | 長崎文化放送（NCC）      | テレビ朝日系列 | 未ネット     | ×                  | ×                  | |
| 大分県         | 大分朝日放送（OAB）      | テレビ朝日系列 | 未ネット     | ×                  | ×                  | |
| 鹿児島県       | 鹿児島放送（KKB）        | テレビ朝日系列 | 未ネット     | ×                  | ×                  | |
| 沖縄県         | 琉球朝日放送（QAB）      | テレビ朝日系列 | 未ネット     | ×                  | ×                  | |